# Abagrotis placida
Abagrotis placida är en fjärilsart som beskrevs av Augustus Radcliffe Grote 1876. Abagrotis placida ingår i släktet Abagrotis och familjen nattflyn. Inga underarter finns listade i Catalogue of Life.